# 木曾町
木曾町（日语：／ Kiso machi */?）是長野縣木曾郡中部的一町。設立于2005年11月1日，由木曾福島町、日義村、開田村、三岳村合併而成。是木曾郡内唯一的新設町。為日本最美麗的村莊聯盟的一員。